# George Henry Boughton
Pour les articles homonymes, voir Boughton.
George Henry Boughton, né le 4 décembre 1833 à Norwich et mort à Londres le 19 janvier 1905, est un peintre américain paysagiste et de genre, d'origine britannique.

## Biographie

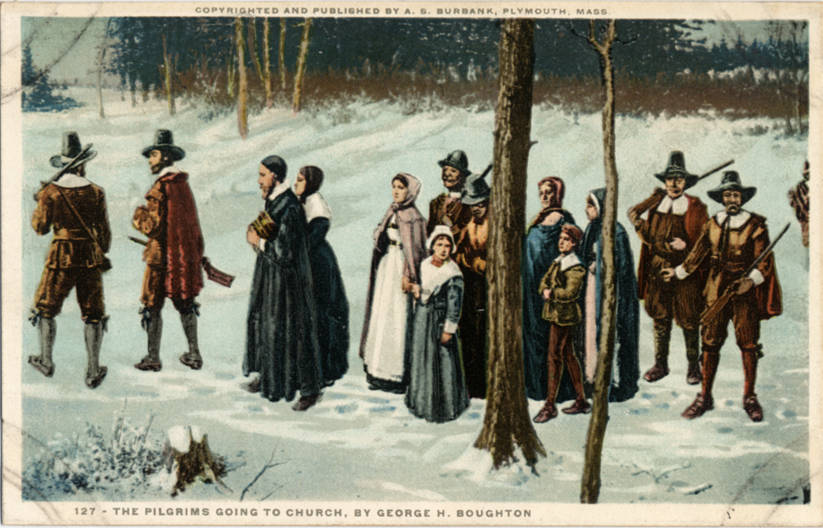
The Pilgrims going to Church.

George Henry Boughton est né en Angleterre, à Norwich dans le comté de Norfolk mais, à l'âge de 5 ans, il immigre avec sa famille aux États-Unis et passe son enfance à Albany, New York.
Peintre autodidacte, il ouvre son 1er atelier en 1852 et cette même année, l'American Art-Union (en) lui achète un de ses premiers tableaux, lui organise une exposition et l'aide à aller étudier en Angleterre durant six mois.
Il s'installe à New York de 1859 à 1860. L'année suivante, il séjourne et étudie à Paris, puis revient vivre dans son pays natal où il ouvre un atelier à Londres en 1862. C'est dans cette ville qu'il peint, en 1867, l'un de ses plus célèbres tableaux, Pilgrims Going To Church, aujourd'hui à la New-York Historical Society.
Au sein de la Royal Academy, il est membre associé en 1879, puis est élu académicien en 1896. Il a également été membre de la National Academy of Design à New York en 1871.
George Henry Boughton est découvert mort le 19 janvier 1905, dans son studio londonien, situé dans le quartier de Campden Hill (en) par un domestique qui l'appelait pour le déjeuner. Il était traité depuis plusieurs mois pour une maladie du cœur.

## Sélection d'œuvres
- Faithful, huile sur panneau, 0,34 × 0,257, Wadsworth Atheneum, Hartford[2]
- Daughter of the Knickerbocker, huile sur panneau, 0,371 × 0,241, Wadsworth Atheneum, Hartford[3]
- Sea Breeze, huile sur panneau, 0,5334 × 0,3492, musée des beaux-arts de Boston[4]
- Pilgrims Going to Church, huile sur toile, 0,737 × 1,321, New York Historical Society[5]
- Hudson River Valley from Fort Putnam, West Point, huile sur toile, 1,18 × 1,481, New York Historical Society[5]
- Winter Twilight Near Albany, huile sur toile, 0,41 × 0,616, New York Historical Society[5]
- Weeding the Pavement, huile sur toile, 0,915 × 1,525, Tate, Londres[6]
- Godspeed! Pilgrims setting out for Canterbury, huile sur toile, 1,22 × 1,84, Musée van Gogh, Amsterdam[7]
- Edict of William the Testy, huile sur toile, 1,066 × 1,524, Westmoreland Museum of American Art, Greensburg (Pennsylvanie)[8]
- Repose, huile sur panneau, 0,305 × 0,457, National Academy of Design, New York[9]
- Woman Holding a Marguerite, huile sur toile, 0,508 × 0,191, Victoria and Albert Museum, Londres[10]
- Huguenot Fugitives Endeavoring Escape after Saint Bartholomew, huile sur panneau, 0,508 × 0,756, Carnegie Museum of Art, Pittsburgh[11]
- Road to Camelot, huile sur toile,	1,346 × 2,286, Walker Art Gallery, Liverpool[12]
- Waning Honeymoon, huile sur toile, 0,511 × 0,765, Walters Art Museum, Baltimore[13]
- Landing of the Pilgrim Fathers, huile sur toile, 0,762 × 1,016, Sheffield Galleries & Museums Trust, Sheffield[14]
- Seated Dutch Peasant Woman, aquarelle, 0,405 × 0,275, Musée communal des beaux-arts d'Ixelles[15]
- Rose Standish, huile sur toile, 0,597 × 0,393, Newark Museum[16]
- The Conventer, huile sur panneau,	0,641 × 0,768, Musée d'art du comté de Los Angeles, Los Angeles[17]

## Expositions
- 1852 : American Art Union
- 1853 : National Academy
- 1857 : Washington Art Association
- 1868 : Maryland Historical Society (en)